# 死亡帳
死亡帳（しぼうちょう）とは古代の律令制度の下で、6年に1回つくられる戸籍（これを「造籍」という）に関連して、造籍と造籍の間に毎年作成される死亡者に関する帳簿のこと。いわば、古代の物故者リストである。

## 概要
死亡帳は、すでに京進されている戸籍に載せられていた人についてだけその死亡者名を提出するもので、造籍後に生まれた乳幼児については記載しない。『延喜式』勘大帳条に「死亡帳」の名がみえ、『政事要略』巻五十七の雑公文事に「郷戸帳」「浮浪人帳」など20ほどの帳簿類が掲げられているなかに「死亡帳」も掲げられている。

## 現存する死亡帳
次の2例が現存する。
1. 河内国大税負死亡帳（天理図書館蔵）
2. 備中国大税負死亡帳（正倉院蔵）

ともに正倉院文書である。この2点の帳簿は、ともに公出挙稲（大税）を負ったまま死去した人々の歴名簿であり、1.は天平9年（737年）、2.は天平11年（739年分）をそれぞれ記載している。

### 河内国大税負死亡帳
ここに記載されている氏（ウジ）には、「伊我臣」、「海犬養」、「牛鹿部」、「車持連」、「酒人」、「日下部」などがある。河内国（現大阪府）の地域性などもわかる貴重な資料である。

### 備中国大税負死亡帳
備中国（現岡山県）の賀夜・宇都・窪屋（現在の岡山市・総社市を中心とする地域）の死亡者72名を記した帳簿である。ウジに付した「西漢人」などの記載により、賀夜の渡来系の人の割合は全体の2割、宇都は3割を占めたことがわかる。

## 出土した死亡帳（漆紙文書）
死亡帳の出土例としては、次の2例がある。

### 長岡京跡／延暦九年死亡帳
長岡京跡（京都府向日市・長岡京市・京都市）第341次調査の漆紙文書は、数片の断片で、延暦9年（790年）6月に死亡した数人について死亡年月日（だいたい6月3日から8日の間）が判明できる程度であり、人名や年齢などは失われていて知ることができない。釈文は、向日市埋蔵文化財センター・向日市教育委員会により1997年8月13日に記者発表されている。

### 秋田城跡／死亡帳16号文書
平成10年（1998年）度に行われた秋田城跡（秋田県秋田市）第72次調査で見つかった漆紙文書は、国立歴史民俗博物館の平川南教授の赤外線カメラを用いた解読によって死亡帳であることが判明した。姓、戸主、死亡者名、年齢、区分、死亡月日の一連の情報がわかるものとしては秋田城跡の例が最初である。

#### 16号文書の年代
この死亡帳は同時に出土した20号文書（解文の書止部分）に「嘉承二年」（849年）、21号文書（書状）に「嘉祥三年」（850年）の年紀があることから、9世紀前半のものと判断される。嘉祥2、3年からさほど隔たっていないとみられる。

#### 16号文書記載の人名
1. 戸主「高志公 ■」に対し、男子とみられる「高志公 祢宜良」（年齢不明）、「高志公 秋麻呂」（正丁）の2名、妻か母または父の妻とみられる女性「■公 広野売」（丁女）、「小長谷部 都夫郎売」（52歳、丁女）、「桑原 刀自売」（68歳、老女）、「秦 弥奈■」（年齢不明）の4名の記載がある。それぞれの下段に、「去年9月7日」「今年6月10日」などの死亡月日が付されている。
  1. 「高志公」は、越＝高志＝古志という地域名＋公（きみ、カバネの一種）であり、8世紀後半の西大寺文書や木簡出土例などから「高志公」は古代の越後国頸城郡・古志郡など、越後南部に分布したウジ名と考えられる。
  2. 「小長谷部」の分布は現存史料によれば、越中2例、信濃2例、甲斐2例、遠江、上野、下総など東国に集中する。
2. 戸主「江沼臣 鷹麻呂」の戸口「江沼臣 黒麻呂、年28、正丁、去年12月10日死」
3. 戸主「江沼臣 乙麻呂」の戸口「江沼臣 小志鹿麻呂、年21、中男、去年12月10日死」、「坂合部 昨刀自女、年58、丁女、去年12月18日死」
  1. 「江沼臣」は加賀国江沼郡を本拠とするウジ名である。姓（カバネ）は臣（おみ）。なお、加賀国は、弘仁14年（823年）に越前国のうち江沼・加賀の2郡を割いて建置された国である。
4. 戸主「茜部 馬甘」の戸口「服部 波加麻、年45、残疾、去年9月19日」
5. その他、「林連」（ウジ名のみ判明）がみえ、数名（死亡月日のみ、または年齢のみ判明）の死亡を記載した断片がある。

#### 16号文書の性格
この死亡帳は、正倉院文書の死亡帳2例とは書式が異なり、「人名 ＋ 年齢／年齢区分 ＋ 死亡年月日」という二段書きの歴名帳および人名の下の二行割書のスタイルを採用している。これは、古代遺跡の木簡等の遺物出土例から推して、京進文書ではなく、地方の役所にとどめ置く公文書に特徴的な「実用的」な記載様式とみられる。
記載対象は、「去年7月」から「今年6月」までの一年間について、秋田城の支配領域（秋田郡周辺）の民で、当時の出羽国府（9世紀初頭に移転）に清書したものを提出したと考えられる。当時の秋田郡周辺の人々は、越後、加賀など祖先を北陸地方に持つ人が特に多く、東国に起源をもつウジも少なくなかったとみられる。
「戸主高志公」（名を欠く）の戸では1年間に6名もの人が亡くなっているが、9世紀前半は日本古代史上でもまれにみる天変地異の続いた時代である。東北地方でも、
1. 天長7年（830年）の秋田地方の大地震（『類聚国史』）
2. 承和4年（837年）の陸奥国の火山噴火
3. 承和8年（841年）の出羽の飢饉
4. 承和10年（843年）の陸奥の飢饉
5. 承和13年（846年の）出羽の飢饉
6. 嘉祥3年（850年）の出羽の地震（以上『続日本後紀』）

など災害や飢饉が相次いでいる。死亡年月日と老若男女を対比させると、「去年」の秋から冬にかけて女性と老人の死亡が多く、「今年」は成人の男性が6月に死亡している。これによれば、凶作が続いて収穫期も食糧不足となり、体力のない老人や女性から亡くなって、税負担者であった男性はわずかな食糧を食いつないで年を越したが今年6月にはついに死亡した、と推測することも可能である。

## 関連文献
- 国立歴史民俗博物館編　『正倉院文書拾遺』,1992
- 秋田県編　『秋田県史　第七巻（年表 索引 編）』,1977
- 坂本太郎・平野邦雄著 『日本古代氏族人名辞典』,吉川弘文館,1990
- 三上喜孝「古代日本の隣保組織について」『ヘスティアとクリオ』第4号、コミュニティ・自治・歴史研究会、5-22頁、2006年11月。 NAID 40015467075。